# One (Mary J. Blige)
One è un singolo rock della cantante statunitense Mary J. Blige, cover dell'omonimo brano del 1991 della band irlandese U2. Il singolo, che vede la partecipazione degli U2, è stato pubblicato nella primavera del 2006 come secondo estratto dal settimo album della cantante, The Breakthrough, solo in Europa e alcuni mercati minori. Il duetto si è rivelato un successo enorme, diventando uno dei pezzi più venduti sia per la Blige che per gli U2, riuscendo a superare perfino il successo del brano originale. La canzone è arrivata al numero 1 in Austria, Norvegia, Spagna e Perù, ed ha raggiunto posizioni alte in tutte le classifiche europee; ha ricevuto una nomination ai Grammy Awards come Best Pop Collaboration with Vocals.

## Video musicale
Il videoclip della canzone è stato diretto da Paul Hunter e mostra un'esibizione live della cantante insieme agli U2. Girato interamente in bianco e nero, il video inizia mostrando alcuni dettagli della location utilizzata per il live: le scale di accesso ai posti per il pubblico, oggetti nei camerini degli artisti come bottiglie d'acqua, microfoni, chitarre, ecc. La band viene già mostrata sul palco ad esibirsi, mentre la cantante viene ripresa mentre esce dalla macchina e viene accompagnata da una guardia del corpo sul palco. Durante il video, contemporaneamente alle immagini della performance, vengono alternate varie immagini che mostrano dettagli della sala suono, altarini religiosi, ombre di fan che accorrono al concerto. La cantante è vestita di jeans stretti e stivali alti, e ha capelli lunghi e perfettamente lisci.

## Tracce

### CD 1
1. One (Radio Edit) – 4:04
2. Can't Hide from Love (Live) – 3:52

### CD 2
1. One (Radio Edit) – 4:04
2. I'm Going Down (Live At The Cipriani Wall Street Concert Series, NYC, October 19, 2005) – 3:24
3. My Life '05 – 6:24
4. One (Video)

## Successo commerciale
Il singolo è stato pubblicato solo per il mercato europeo, considerata la forte popolarità della band nel Vecchio Continente e anche del loro pezzo originario. La canzone ha avuto successo nella maggior parte delle classifiche in cui è entrata, diventando in molti casi il successo più grande sia nella carriera di Blige che in quella degli U2. Nel Regno Unito la canzone è arrivata alla posizione numero 2, contro la 7 della versione del 1992, diventando il singolo della Blige di maggior successo nelle classifiche britanniche; il singolo è stato classificato anche al numero 35 tra i singoli che hanno venduto di più nel 2006 nel Regno Unito. Il brano ha raggiunto la posizione numero 2 in molti altri paesi, tra cui Irlanda e Italia, dove è rimasto 4 settimane in top10 ed è diventato il successo più grande della cantante. Come in Italia, anche in Svizzera il singolo ha debuttato al numero 2, ma in questo caso è rimasto per ben 14 settimane consecutive nella top10; One è il quarto singolo della cantante ad essere entrato nella top10 svizzera. L'Austria è uno dei paesi in cui il pezzo abbia raggiunto il numero 1: entrato in classifica il 28 aprile 2006 al numero 2, la settimana successiva era già al numero 1, per passare poi un totale di 41 settimane in classifica.
Ma il successo più grande il singolo l'ha conosciuto in Norvegia, dove è rimasto per 6 settimane non consecutive al numero 1, dopo aver debuttato al numero 13, ed ha speso addirittura 30 settimane in top20, di cui 22 solo nella top5; nelle classifiche norvegesi il brano ha vissuto la permanenza più lunga alla posizione numero 2, dove è rimasto per 12 settimane non consecutive. Nei Paesi Bassi il singolo è arrivato al numero 2, con un totale di 22 settimane spese in classifica, diventando il quinto singolo della cantante ad entrare nella top10 olandese e riuscendo a superare il successo di Family Affair del 2001. In Danimarca questo è il secondo singolo della cantante ad aver raggiunto la top10, essendo arrivato al numero 7, con 22 settimane passate in top20. La canzone è entrata in top10 sia nel Belgio francese che in quello olandese, diventando in entrambi i casi il suo singolo più famoso, secondo solo a Family Affair (che raggiunse la top5).

## Classifiche
| Classifica (2006) | Posizione più alta |
| ----------------- | ------------------ |
| Argentina         | 35                 |
| Austria           | 1                  |
| Belgio (Fiandre)  | 6                  |
| Belgio (Vallonia) | 10                 |
| Brasile           | 36                 |
| Danimarca         | 7                  |
| Francia           | 35                 |
| Germania          | 6                  |
| Irlanda           | 2                  |
| Italia            | 2                  |
| Norvegia          | 1                  |
| Paesi Bassi       | 3                  |
| Regno Unito       | 2                  |
| Romania           | 74                 |
| Stati Uniti       | 86                 |
| Svezia            | 27                 |
| Svizzera          | 2                  |